# Knippekornsnicka
Knippekornsnicka (Pohlia andalusica) är en bladmossart som beskrevs av Brotherus 1903. Knippekornsnicka ingår i släktet nickmossor, och familjen Bryaceae. Arten är reproducerande i Sverige. Inga underarter finns listade i Catalogue of Life.